# Pachyseris involuta
Espèce
Statut de conservation UICN

 VU A4ce : Vulnérable
Statut CITES
Pachyseris involuta est une espèce de coraux appartenant à la famille des Agariciidae.